# Szojuz TMA
A Szojuz TMA (GRAU-kódja: 11F732) orosz ötödik generációs űrhajó, a Szojuz űrhajócsalád egyik modellje. 2002–2011 között használták a Nemzetközi Űrállomás (ISS) kiszolgálására.

## Története
Az ISS kiszolgálására tervezett Szojuz T űrhajón alapul, annak modernizált, továbbfejlesztett változata (a típusjelzésben a T a transzportniij, magyarul „szállító”, az M a mogyificirovannij, magyarul „módosított”, az A az antropometricseszkij, magyarul „embermértékű” kifejezésekre utal).
A Szojuz TM szállító űrhajókat váltotta fel. Az első személyzettel végrehajtott repülés a Szojuz TMA–1 volt, melyet 2002-ben hajtottak végre. A típus utolsó indítására 2011. november 14-én került sor Szojuz TMA–22 jelzéssel. Évente átlagosan 1–2 Szojuz–TMA űrhajót indítottak
Háromszemélyes szállító és mentőűrhajó. A Columbia űrrepülőgép katasztrófája miatt bekövetkezett eszközhiányos időben az egyetlen szállítóeszköz volt az ISS kiszolgálására. A NASA kérésének megfelelően nagyobb mozgásteret alakítottak ki a személyszállításnál. Az új, nagyobb üléseknek köszönhetően a személyzet tagjainak lehetséges magassága az eddigi 164–184 cm-ről 150–190 cm-re, lehetséges tömege 56–86 kg-ról 50–95 kg-ra bővült. Az űrhajósokon kívül 100 kg hasznos terhet tudott szállítani az állomásra, vissza 50 kg-ot.
A Hehs Ákos által kidolgozott elméleti és technikai ejtőernyők elveit alkalmazzák az űreszközök, űrhajók visszatérő eszközeinél. Továbbfejlesztett (anyagváltás, ereszkedési sebesség csökkentése) ejtőernyős felszerelést rendszeresítettek. A földet érést segítő fékezőrakéták számát négyről hatra növelték. A Szojuz–TMA–5-től a visszatérőkabin üzemanyagrendszerének korszerűsítése 270 napra növelte az űrhajó élettartamát.
2009-től a régi Argon–16 (1970-ben a Szojuz T űrhajókban rendszeresítették) analóg számítógép helyett az új CVM–101-es, 9-szer könnyebb és kisebb digitális rendszer váltotta fel. Az új számítógép miatt a GRAU-kódja 11F732A47-re változott. A CVM–101 számítógép alkalmazásával a KSZ–020M számítógép átkerült a visszatérő egységbe.

## Műszaki jellemzői
Az RKK Enyergija vállalat fejlesztette ki és gyártja. Üzemeltette az Orosz Légügyi és Űrügynökség (Roszaviakoszmosz), 2004-től az Orosz Szövetségi Űrügynökség (Roszkoszmosz).
A Szojuz űrhajók felépítését követte. Három fő része az orbitális modul, a visszatérő modul, valamint a műszaki-kiszolgáló modul.

### Orbitális modul
Formája két félgömbből és a köztük lévő hengeres részből tevődik össze. Legnagyobb átmérője 2,2 m, hossza 3,29 m, belső térfogata 6,6 m3 – ebből 4 m3 a legénységi rész. Elektromosáram-igénye átlagosan 0,6 kW. Biztosított a klíma  (WHO – система жизнеобеспечения [СЖО]), a WC (ASU – ассенизационно-санитарное устройство [АСУ]). Elöl található a hermetikusan záródó ajtó, ami az űrállomásra történő átszállást segíti elő (ССВП  – система  стыковки и внутренного перехода). Egy aktív rendszer az űrállomásra történő automatikus dokkolás elősegítésére (ССВП – система стыковки и внутренного перехода). A kabinhoz a Kursz rendszer két antennája csatlakozik. A maximális önálló repülés 14 nap, az űrállomáshoz kapcsolt állapotban 6 hónap (200 nap).

### Visszatérő modul
Formája lekerekített csonkakúp, hossza 2,14 m, legnagyobb átmérője 2,2 m, belső térfogata 3,85 m3. Felépítésére jellemző egységek: a három ülés típusa Kazbek-UM (Казбек-УМ); a fedélzeti számítógép a KSZ-020M (КС-020М); a navigációs rendszer (СУДН – система управления движением и навигацией); a gyorsulásmérő (БИЛУ – блок  измерения линейных ускорений); Kaktusz-2V magasságmérő (Кактус-2В);  Neptun-ME raktér (Нептун-МЕ) beépített mikroprocesszorok, két képernyő, oxigéntartályok, rakománykonténerek, élelmiszer és víz. Az elején kialakított 60 cm-es rekeszben van az ejtőernyő (a főernyő 1000 m2-es, a biztosító ernyő 570 m2-es). Visszatérő felületét hővédő bevonat (EVTI – [ЭВТИ экранно-вакуумная теплоизоляция]) borítja. Alul van elhelyezve a 6 darab fékező rakétamotor (4 darab [ДМП – двигатель мягкой посадки], valamint 2 darab módosított [DMP-M <= ДМП-М]).

### Műszaki modul
A modul három részből áll. Az átmeneti rész rácsos, 5 pirotechnikai zár teszi lehetővé a visszatérő modul leválasztását. A modul zárt részének átmérője 2,1 m, magassága 0,5 m, belső térfogata 2,2 m3. A zárt részben van elhelyezve az irányítási és navigációs rendszer, elektromos berendezés, telemetriai és irányító rendszer. A hajtóműrész hengeres, átmérője 2,1 m, az alsó kúpos gallér átmérője 2,72 m. Főhajtómű (KDU – корректирующая двигательная установка [КДУ]), 14 darab korrekciós fúvóka (DPO – двигатели причаливания и ориентации [ДПО]) tájoláshoz és stabilizáláshoz. Biztosított a hőszabályozó rendszer. Napelem alkalmazása esetén a zárt részhez 2 darab 10,6 m fesztávolságú energiaforrás van erősítve.

## Hordozórakéták
A Szojuz TMA űrhajók indításához a Szojuz–FG hordozórakétát használták.

## Repülések
Szojuz TMA–1; Szojuz TMA–2; Szojuz TMA–3; Szojuz TMA–4; Szojuz TMA–5; Szojuz TMA–6; Szojuz TMA–7; Szojuz TMA–9; Szojuz TMA–9; Szojuz TMA–10; Szojuz TMA–11; Szojuz TMA–12; Szojuz TMA–13; Szojuz TMA–14; Szojuz TMA–15; Szojuz TMA–16; Szojuz TMA–17; Szojuz TMA–18; Szojuz TMA–19; Szojuz TMA–20; Szojuz TMA–21; Szojuz TMA–22;